# مالیخولیا (مونک)
مالیخولیا (به نروژی: Melankoli ؛ همچنین با عنوان جاپ در ساحل یا حسادت یا عصر) یک نقاشی کشیده شده توسط هنرمند نروژی، ادوارد مونک، است. این تابلو یک نقاشی اکسپرسیونیستی روغن روی بوم کرباس است که در سال‌های ۱۸۹۱–۹۳ میلادی کشیده شده. تصویر نشانگر مردی افسره در ساحل است که سرش بر روی دست راستش تکیه داده و در حال استراحت است. شخص داخل تصویر گویا جاپ نیلسِن، دوست ادوارد مونک، بوده است.
مالیخولیا  در سال ۱۸۹۱ در نمایشگاه پاییزی اسلو به نمایش گذاشته شد. هنرمند و روزنامه‌نگار کریستیان کروگ این تصویر را نخستین اثر نمادگرایانه در تاریخ نقاشی نروژ می‌داند. در سال ۱۹۸۱ نسخه‌های مختلفی از آن کشیده شد. یک اثر متأخر نیز در گالری ملی نروژ نگهداری می‌شود.

## نگارخانه

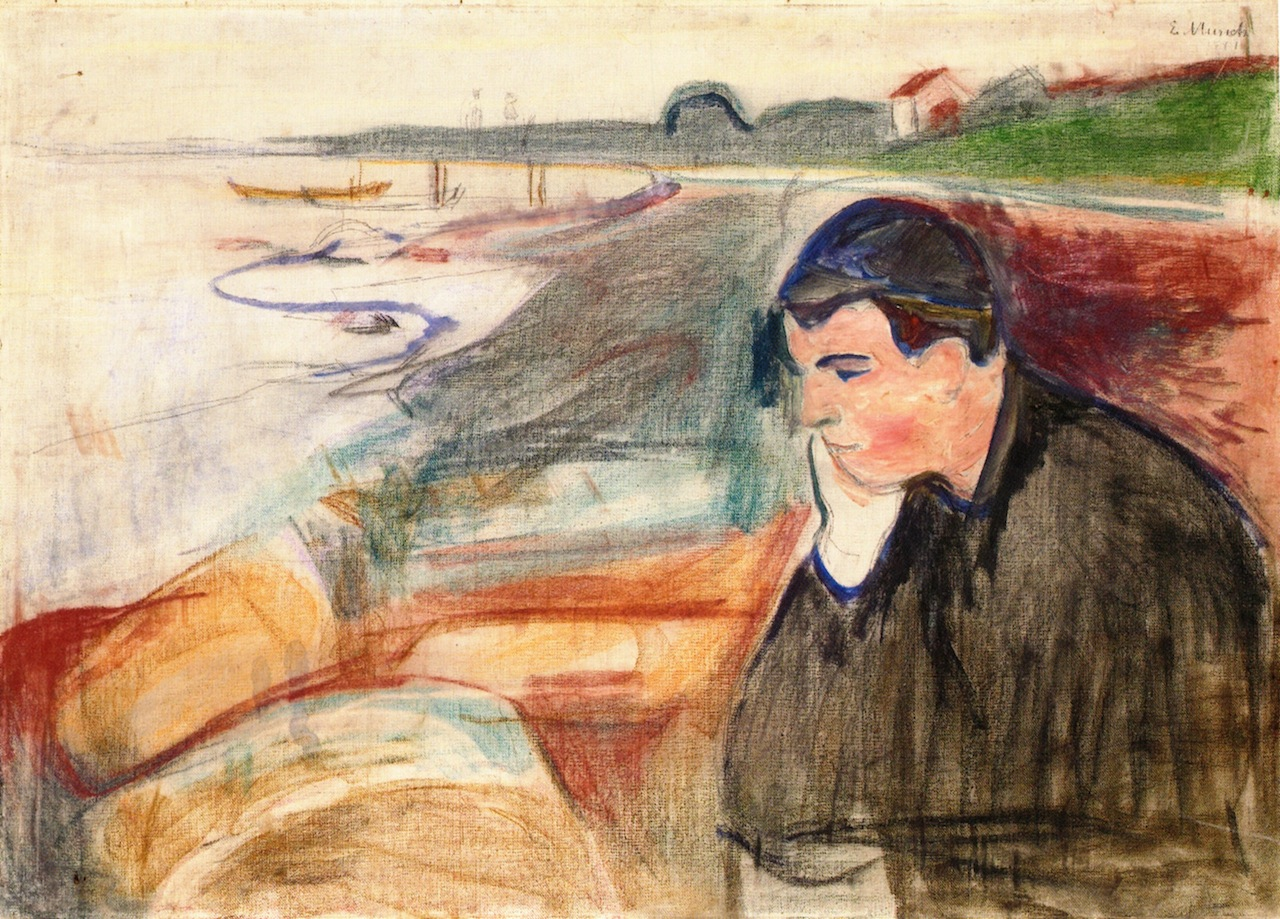
Evening. Melancholy, 1891. Oil, pencil and crayon on canvas. 73 × 101 cm. Munch Museum, Oslo
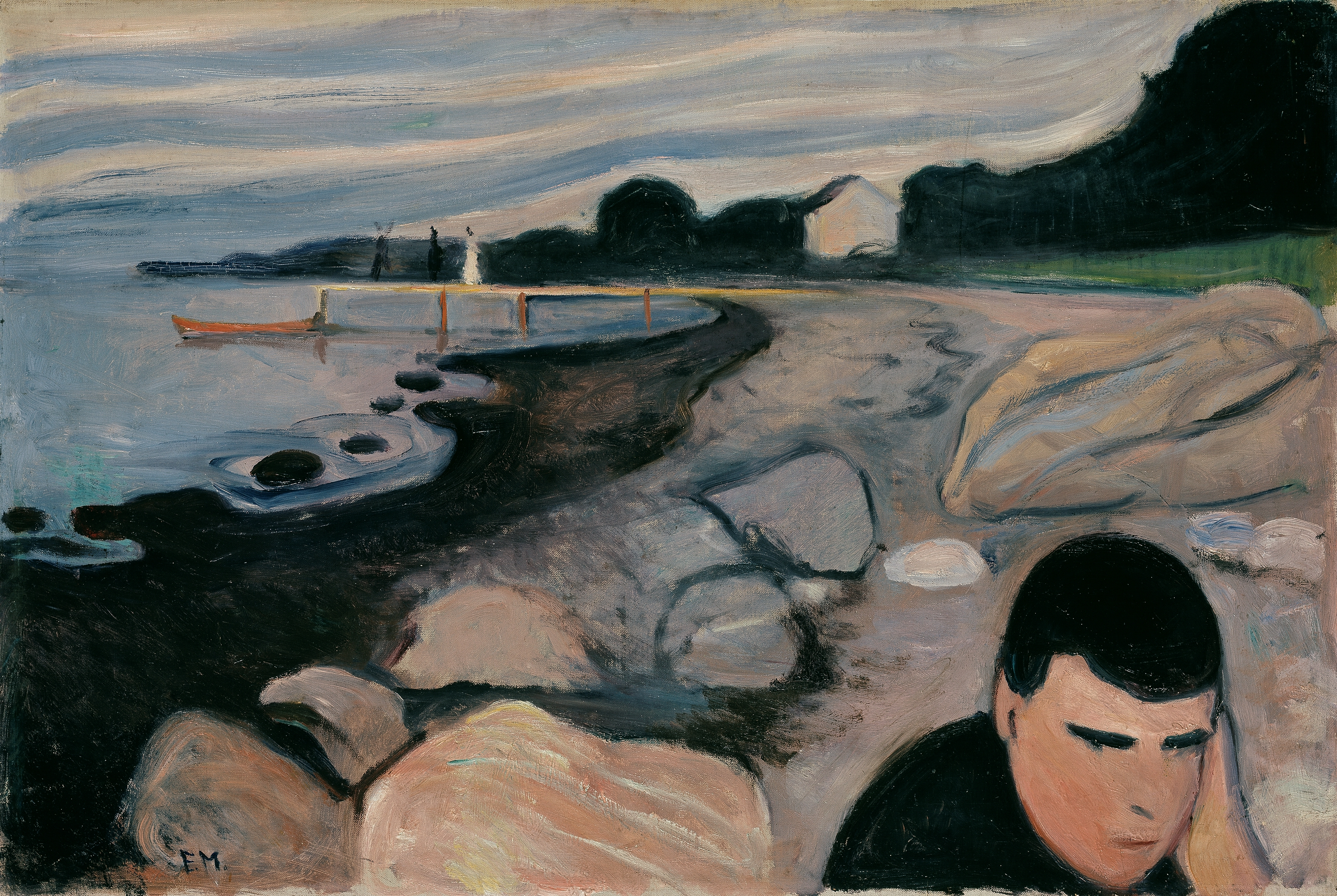
Melancholy, 1892. Oil on canvas. 64 x 96 cm. National Gallery, Oslo
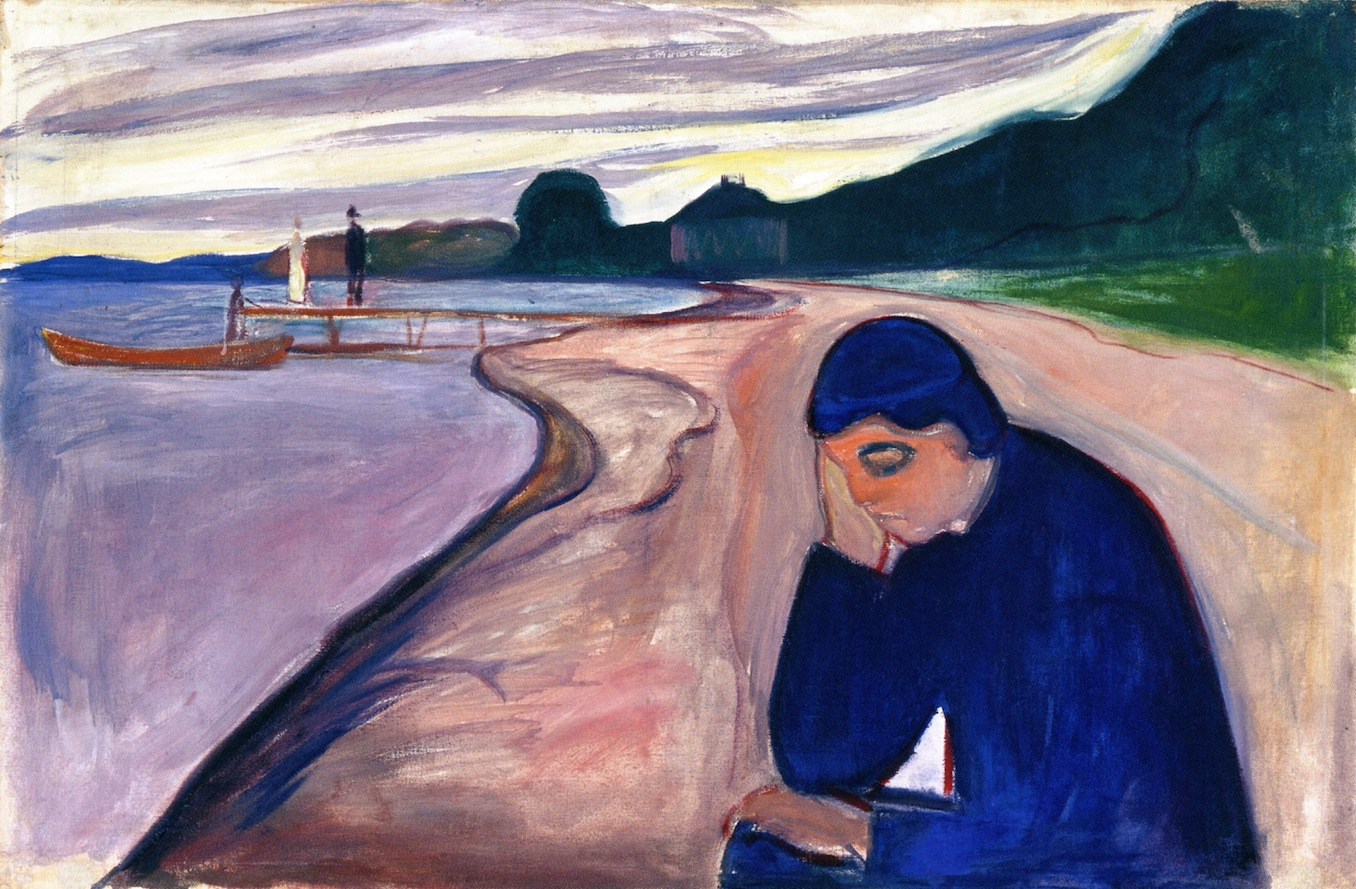
Melancholy, 1893. Oil on canvas. 86 × 129 cm. Munch Museum, Oslo
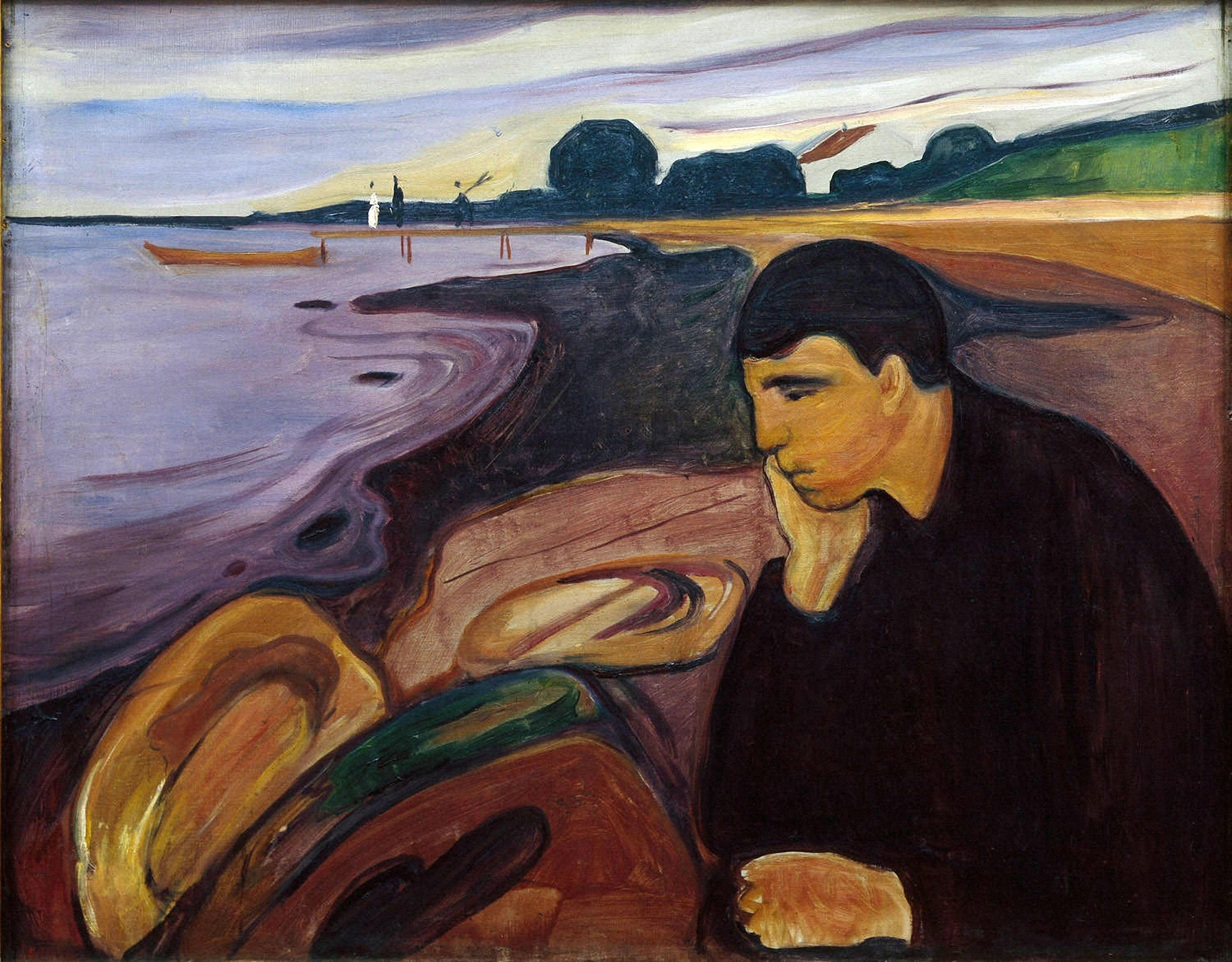
Melancholy, 1894–96. Oil on canvas. 81 × 100.5 cm. Bergen Kunstmuseum, Bergen
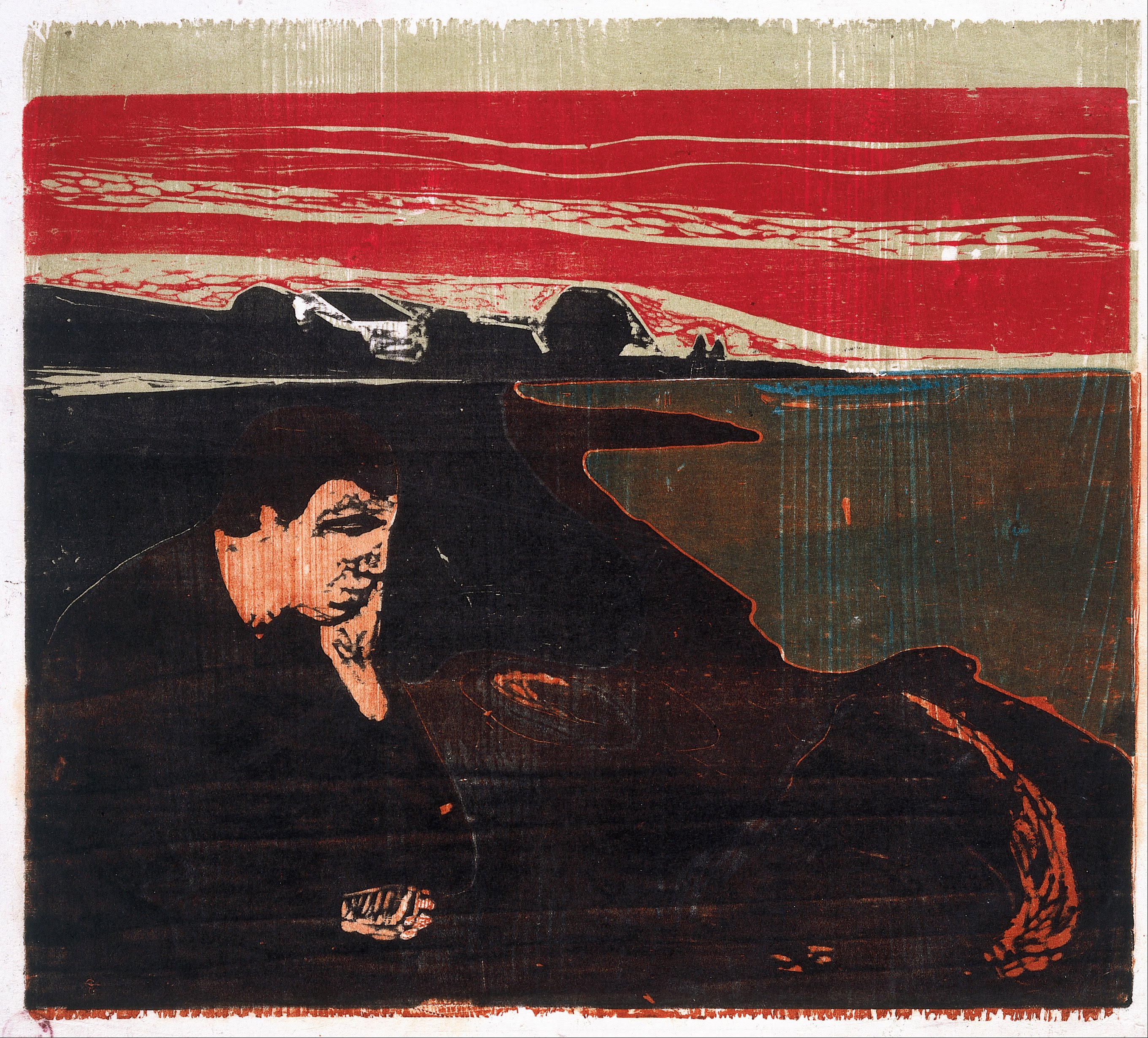
Evening. Melancholy I, 1896. Woodcut. 41.1 × 55.7 cm. Munch Museum, Oslo
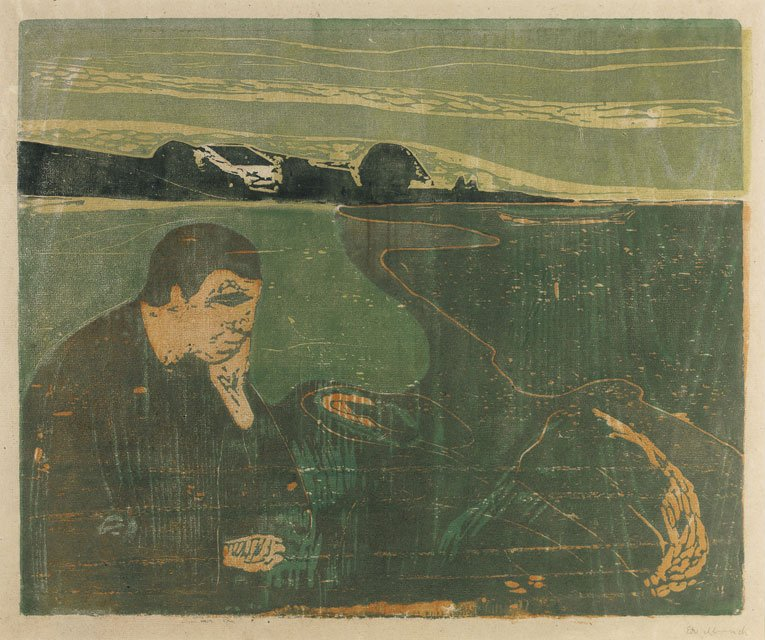
Evening. Melancholy I, 1896. Woodcut. 37.2 × 45.2 cm